# Acroneuria abnormis
Acroneuria abnormis is een steenvlieg uit de familie borstelsteenvliegen (Perlidae). De wetenschappelijke naam van de soort is voor het eerst geldig gepubliceerd in 1838 door Newman.
De soort komt voor in Noord-Amerika.